# Collège et Université des arts de Nîmes
Une université a été créée à Nîmes à la demande des consuls de la ville par François Ier par lettres patentes datées de Fontainebleau, en mai 1539. Les lettres patentes de François Ier prévoient la création d'une université et d'un Collège des arts.

## Fondation de l'université de Nîmes par FrançoisIer
Une école municipale existait à Nîmes. Depuis qu'elle avait été confiée à Imbert Pacolet,, maître ès-arts, en 1534, elle s'était développée sous sa direction et avec d'autres professeurs comme Antoine Alexandre, Antoine Janin et Benoît Cosme. L'école était devenue un collège et souhaitait se transformer en université. Les consuls étaient favorables à ce projet qui devait donner à la ville un prestige supplémentaire. Les premiers développements de la Réforme à Nîmes vont amener des oppositions entre le consulat et l'évêché. Pacolet est refusé par l'évêché comme recteur car soupçonné de luthéranisme, son successeur proposé par les consuls, Gaspard Cavart, est refusé pour les mêmes raisons.
Dès 1535, les consuls ont demandé l'intercession d'Anne de Montmorency, gouverneur du Languedoc et connétable de France, et du sénéchal Charles de Crussol pour obtenir du roi l'autorisation de fonder une université. Cette année là, le premier consul de Nîmes est Antoine Arlier qui est un humaniste et a dû jouer un rôle très actif pour obtenir la création d'une université à Nîmes. En 1536, profitant du passage du roi et de la reine de Navarre, les consuls présentèrent leur projet de création d'une université. En 1539, le viguier Claude Domessargues, le contrôleur des domaines Tannegui le Vallais, et le second consul Jean Combes sont venus à la Cour pour rencontrer François Ier. Ils ont obtenu les lettres patentes de création du collège et de l'université des arts de Nîmes contresignées par Anne de Montmorency : 
« Par ces présentes nous créons, érigeons, ordonnons et établissons en la ville de Nismes collège, école et université en toutes facultés de grammaire et des arts seulement et pour la conservation et augmentation d'icelle... donnons et octroyons à cette université, collège, facultés, recteur, docteurs, maîtres gradués, étudiants et écoliers, bedeaux, messagers et autres officiers de la dite université présents et avenir... telle et semblable juridiction et puissance, autorité, privilèges, immunités, libertés, exemptions et franchises... qu'ont accoutumé d'avoir les universités de nos bonnes villes de Paris, Poitiers, Toulouse, et autres universités de notre royaume. Et pourront les docteurs, maîtres et gradués d'icelle université, élire, instituer et créer recteurs et tous autres officiers d'icelle université, sauf et réservé le conservateur des privilèges royaux d'icelle, dont l'institution et provision nous appartiendra. Si donnons en mandement par ces mêmes présentes à nos amés et féaux conseillers tenant notre cour de parlement à Toulouse... que ces présentes ils fassent lire, enregistrer et publier... et de l'effet d'icelles ils fassent jouir ladite ville et cité de Nismes. Car tel est notre plaisir. Et afin que ce soit chose ferme et stable à toujours, nous avons fait mettre notre scel à ces dites présentes, sauf ès autres choses notre droit et celui d'autrui en toutes ».
L'université fondée par François Ier n'était pas une université de plein exercice car les lettres patentes la limitent à l'enseignement des arts, c'est-à-dire à celui de la philosophie, de la physique, des mathématiques et des deux langues dans lesquelles ont été écrits les livres saints, à savoir, le grec et l'hébreu. Pour être une université de plein exercice, il lui manque les facultés de théologie, de droit et de médecine.

## Échec de la fondation de l'université des arts
Pour assurer la reconnaissance des titres donnés par l'université, il lui fallait une bulle pontificale de confirmation. Le 20 avril 1542 François 1er a écrit au pape Paul III et a chargé son ambassadeur à Rome, l'évêque de Rodez, Georges d'Armagnac, de poursuivre le succès de sa demande de reconnaissance de l'université par le pape. En 1547 et 1552, sous le règne d'Henri II on a reparlé de l'université, puis, progressivement, on n'a plus parlé que du Collège des arts. La bulle pontificale autorisant la faculté des arts à conférer des grades universitaires était bien arrivée mais il semble que les consuls de la ville ne tenait plus à cet honneur auquel ils avaient tant aspiré, et semblaient soulagés de n'avoir qu'un seul établissement à gérer.

## Collège des arts

### Les premiers recteurs: Claude Baduel et Guillaume Bigot
Les lettres patentes ont prévu aussi la création d'un collège des Arts. Celui-ci devait assurer une préparation à l'entrée à l'université. Le premier recteur de l'université de Nîmes a été Claude Baduel qui était aidé par la reine de Navarre après avoir été recommandé par Philippe Mélanchthon et Martin Bucer. Il est installé à son poste le 12 juillet 1540. Il a défini le programme des études en reprenant dans le collège de Nîmes la méthode d'enseignement que Jean Sturm avait introduite dans le gymnase de Strasbourg,. Ce programme est publié sous le titre De Collegio & Universitate Nemausensi, Opusculum Claudii Baduelli, publié à Lyon par Sébastien Gryphe. Le 16 août 1540, la ville a acquis l'hôpital Saint-Marc auprès des chanoines de la cathédrale en 1540 pour y établir l'auditoire du sénéchal. Le contrat interdisait d'y établir le collège et l'université des arts, mais cette clause a été rapidement oubliée. La même année, pour affermir l'établissement du collège et de l'université des arts, les officiers de justice leur ont attribué tous les biens des confréries d'artisans qui avaient été supprimées.
Claude Baduel assurait l'enseignement des lettres, mais il manquait un maître pour l'enseignement de la philosophie. Baduarl avait eu Guillaume Bigot comme professeur de grec à Louvain. Celui-ci ayant acquis une grande réputation, Baduel a pris le 23 mai 1541 l'initiative d'aller proposer aux consuls sa nomination comme de professeur philosophie et régent de l'université de philosophe et de payer la somme de 200 livres prélevées sur ses propres gages. Les consuls ont accepté de demander à Guillaume Bigot d'enseigner la philosophie à Nîmes. Guillaume Bigot est à Padoue en septembre 1541 où Guillaume Pellicier, ambassadeur de France à Venise, le prévient des offres faites par les consuls de Nîmes. Une nouvelle offre est faite à Guillaume Bigot le 18 décembre 1541. Celui-ci demande un délai pour demander l'avis de Guillaume du Bellay qui l'a soutenu. Le contrat définitif est fait après les conseils du 15 et 20 janvier 1542. Guillaume Bigot est nommé recteur de l'université en 1542, deux mois après sa nomination comme professeur. Cette prééminence de Bigot a entraîné un conflit avec Claude Baduel. Ce conflit a décidé Baduel de quitter le collège de Nîmes. Il écrit une lettre au cardinal Jacques Sardolet, évêque de Carpentras, à l'été 1544 pour lui présenter sa situation au collège de Nîmes qui est publiée sous le titre De officio et munere eorum qui eudiendam iuventutem suscipiunt par Sébastien Gryphe. Le cardinal et les consuls de Carpentras lui ont offert la charge de principal du collège de Carpentras. Il est possible que ce départ de Nîmes ait été provoqué par un arrêt du parlement de Toulouse du 13 avril 1543 qui avait interdit « à tous consuls... de commettre ni souffrir aucun précepteur pour régir les écoles publiques, qui ne fussent bien informés de ses qualités et conditions ainsi que de ses vies et mœurs, et des lectures qu'il pouvait faire dans les écoles, afin qu'on n'y lût aucun livre réprouvé et qu'on évitât par cette précaution les pernicieuses suites qu'avait produites la négligence de cet article ». Le parlement de Toulouse envoyait au bûcher les luthériens se trouvant dans son ressort. Le cardinal Jacques Sardolet pouvait lui assurer une protection efficace contre le parlement de Toulouse. Le 6 janvier 1545 il écrit à Jean Calvin pour lui expliquer les raisons de son départ de Nîmes et de son installation à Carpentras, mais en décembre 1545 Baduel est de retour à Nîmes où il rentre comme professeur au collège. Rapidement le conflit entre Bigot et Baduel reprend doublé de celui entre les consuls de la ville et Bigot concernant ses gages.
Un « acte d'audace et de démence » qui va mettre fin au professorat de Bigot à Nîmes s'est produit le 8 juin 1547. Ce dernier ayant cru sa femme infidèle, il avait tiré vengeance de celui qu'il accusait d'être le séducteur, Pierre Fontanus. La ville, qui était en procès avec lui, mis fin à son contrat. Les consuls ont alors rappelé Baduel qui s'était réfugié à Montpellier pour le nommer principal du collège. Les enseignants du collège s'étaient regroupés en deux clans, celui des bigotiens partisans de la suprématie de la philosophie sur les lettres avec des professeurs frais émoulus de la scolastique, et celui des partisans de Baduel, favorables aux lettres classiques et à l'esprit de la Renaissance. On décida de profiter des vacances du collège, entre fin août et la Saint-Michel, pour reconstituer le corps professoral. Baduel a alors cherché de nouveaux professeurs, à rappeler ses principes pédagogiques et à rédiger un règlement du collège.  Le règlement a été publié sous le titre Instituta litteraria dans les textes accompagnant les Annotationes in Ciceronis orationes pro Milone & pro Marcello publiées à Lyon en 1552 par Sébastien Gryphe. Les articles du règlement montrent que le départ de Bigot avait entraîné en fait, sinon en droit, la fin de l'université de Nîmes en restreignant les cours libres, qui sont les cours d'université, et que seul le collège survivait. Baduel se débarrassait ainsi d'un rival,.
Dans le procès criminel contre Bigot au parlement de Toulouse, celui-ci va à Paris chercher l'appui de ses puissants protecteurs pour lui obtenir la clémence royale et une lettre de pardon. Le parlement de Toulouse décida de porter l'affaire devant les Grands Jours réunis au Puy en 1548. Baduel a accusé Guillaume Bigot d'avoir des idées peu correctes en religion, le présentant aux juges comme suspect d'athéisme. Bigot a répondu à ces accusations en faisant constater le luthéranisme de Baduel. Baduel est condamné par les Grands Jours du Puy et Bigot est innocenté. Le conseil de la ville dû alors retirer le principalat à Baduel, lui conservant son poste de professeur. La ville a payé les gages arriérés à Bigot. Puis Bigot a quitté Nîmes pour s'installer à Toulouse où il resté un an, jusqu'au début de 1550. Baduel accusé d'hérésie s'est préparé à quitter la ville à la première alerte de tentative de l'arrêter. Il fait venir de Paris Guillaume Tuffan, principal de collège de Narbonne, comme professeur avant qu'il lui succède au principalat du collège. Puis on retrouve Claude Baduel à Lyon en 1551.

### Dirigeants protestants du collège
Après le départ de Claude Baduel, Guillaume Tuffan est nommé principal du collège par le conseil de ville par délibération du 15 avril 1553. Guillaume Tuffan s'est engagé à venir à Nîmes à condition d'obtenir un contrat à vie, et à la conserver dans les fonctions de principal perpétuel. De son côté, il s'est engagé à avoir un professeur de philosophie, un autre de mathématiques et un pour la langue grecque et quatre régents qui seraient ses commensaux. Le collège est agrandi par l'achat de quelques maisons voisines en 1557. Le collège est inondé le 9 septembre 1557 à la suite d'un violent orage.
Guillaume Mauget, pasteur réformé venu de Genève, est arrivé à Nîmes le 29 septembre 1559. Il doit se réfugier à Montpellier en 1560 mais peut revenir à Nîmes après l'amnistie de Charles IX. Il a établi les premières réunions du consistoire en 1561. C'est à leur demande qu'une chaire de théologie protestante a été établie dans le collège. Guillaume Tuffan s'y est opposé proposant à la ville de créer à la place une chaire d'hébreu, mais finalement le conseil de la ville a adopté le projet de Guillaume Mauget qui est établie dans un local de l'École-Vieille. Le conseil de la ville a fondé un second établissement sous le nom d'Académie, distinct du collège, inaugurée le 21 janvier 1562. Guillaume Tuffan se plaint au conseil de la ville le 29 décembre 1561, puis donne sa démission le 28 août 1562 à la suite des troubles religieux.
Guillaume Mauget lui succède en 1563, mais tout entier occupé à la prédication de la Réforme il s'est peu occupé de l'administration du collège. Les troubles religieux ont entraîné une suspension des classes. Un comité appelé Conseil des Messieurs a donné le signal de la Michelade en septembre 1567 à laquelle s'est opposée Mauget. Cela n'empêche pas le parlement de Toulouse de le condamner à mort en 1569. Il trouve alors refuge dans l'Angoumois. Les consuls ont cherché à rétablir les études classiques en 1571. En 1575, les consuls ont confié les fonctions de principal à un professeur nommé Georges Cruzier qui est chargé de la rédaction d'un mémoire sur le rétablissement des études. Quatre régents lui sont adjoints.
La surintendance du collège est confiée à Imbert Bertrand, licencié en droit, et il est chargé de la première classe. Il ne reste que deux ans à la tête du collège. Jean de Serres, pasteur protestant et frère d'Olivier de Serres, est nommé par le Consistoire de Nîmes pasteur et professeur le 27 août 1578. Il a remplacé Imbert Bertrand en 1579. Les consuls lui ont proposé la charge de recteur et d'intendant du collège avec un traitement de 1 200 livres tournois par an. Il devait s'engager à entretenir cinq régents pour l'instruction des collégiens et faire les lectures de grec et de philosophie. Le cours de philosophie s'est transformé en cours de théologie protestante. Il a rédigé de nouveaux statuts pour le collège et de l'université des arts. Le collège est partagé en six classes. L'Université des arts de Nîmes est attaquée par les jésuites et le père Jean Hay du collège de Tournon. Il leur a répondu par l'Anti-Jesuita imprimé en 1584.
En 1585, Jean de Serres est remplacé par Johannes Rulman, d'origine allemande, né à Nidda, en Hesse-Cassel, qui a francisé son prénom en Anne. Il a probablement été appelé à Nîmes au cours d'un de ses voyages en Allemagne. Il a épousé en août 1581 une Nîmoise, Gasparde de Lagrange (vers 1548-1629) dont il a eu Anne Rulman (1582-1632). Il a eu pour collaborateur son cousin, Christian Pistorius, professeur de rhétorique. Il a dirigé le collège de Montpellier en 1598. Il est mort à Montpellier en 1603. Il a démissionné de son poste de principal en 1593 pour devenir premier régent du collège. Il est remplacé par le pasteur Jean Meynier.
Les revenus du collège vont augmenter grâce à la perception d'un nouvel impôt sur le sel. Le conseil de ville a proposé à Jules Pacius le poste de recteur du collège et de professeur public de philosophie avec des gages de 1 000 livres par an et un logement au collège. Pacius répond de Genève le 15 février 1597 qu'il accepte le poste. Cependant l'exécution de cet accord a été assez long à mettre en place parce que Pacius s'était déjà engagé avec le prince palatin du Rhin dont il a fallu obtenir l'accord. La ville a dû augmenter les avantages accordées à Pacius pour l'attirer à Nîmes. Elle a fait restaurer le collège. La chambre de l'Édit de Castres n'ayant pas accepté certaines clauses de l'accord, Pacius a quitté Nîmes pour Montpellier en 1600 où il a obtenu une chaire en 1602.
Le conseil de ville est allé chercher son nouveau principal à Orange. D'Aubrez, professeur du collège de cette ville est consacré comme principal du collège de Nîmes le 18 octobre 1600. Il est chargé d'une leçon publique de philosophie pour 600 livres de gages, mais il est revenu à Orange en 1603. Le conseil de ville a alors nommé comme principal un habitant de Nîmes, Pierre Cheyron, docteur et avocat, mais rapidement il est devenu évident qu'il ne convenait pas pour cette fonction.
Pour remonter le niveau du collège, le conseil de ville a essayé de faire venir Isaac Casaubon, mais Henri IV l'ayant nommé garde de sa bibliothèque, il est resté à Paris. Le conseil de ville a fait venir de Toulouse à Nîmes Thomas Dempster, le 24 novembre 1604. Mais son caractère violent a amené le bureau du collège à le congédier. Cependant les accusations dont il a été l'objet étaient dues à la jalousie. Il a alors repris sa vie errante en enseignant en Italie, à Pise et à Bologne. Le collège a continué à décliner et la discipline à se relâcher.
Les Jésuites s'étaient établis à Nîmes où ils se contentaient de prêcher avant de tenter d'ouvrir une école. Une assemblée de notables de la ville réunie le 29 juin 1609 a décidé que « pour empescher que les Jésuites ne préjudicient au coulège-ez-arts de la présente ville, les consuls interdiront les écoles particulières qui se font dans la ville, enjoindront aux maîtres tenant icelles se retirer au collège ».
Pierre Cheyron n'a pu être remplacé qu'en 1619. Deux professeurs du collèges sont candidats au poste de principal. Un concours est organisé et remporté par Adam Abrenethée, docteur en médecine d'origine écossaise, qui est mis en possession de la place le 19 juin 1619. Il est alors chargé de faire une leçon sur « la métaphysique, politique et éthique d'Aristote, et de fournir le collège des auteurs les meilleurs pour l'instruction ». Il a épousé la sœur de Jean de Plantavit de La Pause, professeur de philosophie au collège. Ce dernier, protestant, a abjuré, puis étudié la théologie au collège de La Flèche avant d'aller étudier à Rome les langues orientales et d'être nommé évêque de Lodève en 1625.
Les troubles religieux ayant repris au début du XVIIe siècle ont porté un coup sévère au collège. La décadence du collège des arts continuait, attribuait au principal du collège. Le duc de Rohan l'a dépossédé de sa fonction en octobre 1627 comme suspect d'attachement au roi. Il a nommé à sa place Samuel Petit, pasteur et docteur en théologie. Il y a conservé la chaire de grec qu'il occupait depuis quelques années. Il y avait alors autour de Samuel Petit une pléiade d'esprits remarquables, Anne Rulman, Jacques Deiron, Gaillard Guiran, Claude Guiraud, François Ménard, qui se réunissaient formant le germe de la future Académie de Nîmes. Samuel Petit a occupé pendant 28 ans la chaire de littérature grecque. Il a été le dernier principal protestant du collège des arts.

### Le collège partagé entre catholiques et protestants et prise de possession du collège par les jésuites
Les jésuites se sont établis à Nîmes en 1596. L'activité essentielle des jésuites va être la controverse. Au commencement, c'est le père Coton, confesseur d'Henri IV, qui s'y est fait le plus remarquer, avant d'être remplacé par le père Fichet comme supérieur de la maison des jésuites de Nîmes.
Les premières atteintes contre l'Édit de Nantes commencèrent de 1631, quand les sommes données pour l'entretien des académies protestantes furent supprimées.
Le 19 octobre 1631, une ordonnance royale a imposé que les charges consulaires soient partagées entre catholiques et réformés. En décembre 1632, les catholiques de Castres se sont pourvus devant la chambre de l'Édit du Languedoc pour obtenir que les régents de leur collège soient pour moitié catholiques, moitié réformés.
En 1633, les jésuites essayèrent de s'emparer de la direction du collège des arts. Samuel Petit est envoyé à la Cour pour présenter des réclamations mais il a échoué car le 23 juillet 1633 le conseil d'État a décidé que dans les collèges de Castres, de Nîmes et de Montauban les places de principal, de régents de physique, de première, troisième et cinquième classes ainsi que le portier doivent être données aux catholiques. Les places de régents de logique, de seconde, quatrième et sixième classes seraient gardées par des protestants. L'enseignement étant devenu mixte, le même arrêt a défendu aux régents de forcer aucun écolier de faire des actes de religion contraires à sa conscience et de traiter dans leurs leçons des objets controversés pour ne pas détruire l'harmonie qui devait régner entre eux.
Le 16 janvier 1634, les consuls catholiques sont allés voir le père Fichet pour lui demander d'être le principal du collège des arts. Le 18 janvier, le premier consul de la ville fait enregistrer les arrêts du conseil malgré l'opposition des protestants. Le 20 janvier, les jésuites sont mis en possession du collège par deux commissaires du parlement. Le 22 janvier, au cours d'une messe solennelle dans la cathédrale, le père Fichet a fait un sermon comparant Louis XIII à Judas Maccabée purifiant la ville et le temple de Jérusalem souillés par le culte des idoles. Les statuts du collège rédigés en 1582 par Jean de Serres sont modifiés. Le diocèse ayant à sa tête l'évêque Anthyme-Denis Cohon a voté en faveur du collège une subvention annuelle de 600 livres. L'évêque a appelé les Ursulines pour leur confier l'éducation des jeunes filles.
En 1639, le père de Saint-Bonnet, principal du collège, a fait rebâtir un coin du collège qui tombe en ruine.
Le 12 décembre 1643 est mort Samuel Petit, après la reine mère, le cardinal de Richelieu et Louis XIII. Antoine Rudavel est appelé pour le remplacé comme professeur. Sous la régence d'Anne d'Autriche, un arrêt du 5 février 1644 a donné le collège des arts aux jésuites pour « faire refleurir et mettre en lustre la religion et les sciences dans la ville de Nismes, une des principales et des plus importantes de la province ; le collège d'icelle étant partagé entre les catholiques et ceux de la prétendue religion réformée, afin de réunir les volontés des uns et des autres pour l'instruction de leurs enfants ; pour l'entretènement dudit collège, continue et confirme le don et l'octroi de la somme de 2 433 livres accordée par ses prédécesseurs, laquelle se lève annuellement sur chaque minot de sel qui se vend et débite dans les greniers à sel de Languedoc ».
Le père Joseph Besson (1610-1691) est recteur du collège des arts en 1645 avant qu'il aille au Levant. La peste s'étant déclaré à Nîmes en 1649, les élèves durent quitter le collège.
En 1651, à la suite de l'enlèvement d'un mineur protestant par les jésuites, le consistoire a demandé aux pères de famille de retirer leurs enfants du collège. Le collège qui avait d'abord été protestant, puis mixte, est alors devenu entièrement catholique, mais cela n'a pas été le cas pour les cours publics. En 1656, David Derodon est chargé du cours de philosophie au collège. Il a été attaqué après avoir défendu l'hypothèse des atomes d'Épicure et niant dans son enseignement que la conservation des êtres créés soit une création continuelle. Il est accusé d'hérésie devant le consistoire, mais celui-ci, réuni le 17 octobre 1657, a déclaré que l'enseignement de Derodon n'était pas répréhensible,. Il a publié en 1662 à Genève Le Tombeau de la messe qui est condamné par l'évêque de Nîmes, l'obligeant à se réfugier à Genève en 1664.
En 1611, les protestants avaient construits le Petit temple contre les murailles de la ville avec les fonds de l'hôpital de Saint-Marc. Les jésuites ont réclamé l'édifice pour agrandir le collège. Un arrêt du Conseil d'État a décidé, le 28 novembre 1664, que le Petit temple avait été construit sur un terrain usurpé et qu'il devait être démoli sans toucher au mur du collège. Les protestants pouvaient enlever les pierres pour agrandir l'ancien temple, et l'emplacement devait rester aux jésuites. La chapelle des collèges étant jugée trop petite, les jésuites, poussés par l'évêque, décident de reconstruire la chapelle sur les dessins de l'un d'eux, le père Mathieu de Mourgues,,. Ce chantier était hautement symbolique, marquant le rôle éminent de la compagnie de Jésus dans la reprise en main catholique de la ville par l'élévation d'un monument imposant créé dans l'esprit de la contre-réforme. La première pierre est posée le 23 octobre 1673 par l'évêque de Nîmes, Jean-Jacques Séguier de La Verrière. Elle est inaugurée le 18 octobre 1678 et dédiée à "Dieu et à Ignace de Loyola". Une lettre de cachet de Louis XIV datée du 3 décembre 1673 a engagé les consuls à destiner la somme de 9 245 francs provenant de la ferme de la boucherie « aux battiments du collège, estimant qu'elle ne pût être plus utilement employée pour aider à mettre le collège en perfection ». Le conseil de ville s'opposant à payer les travaux de réparation, une ordonnance du 15 décembre 1679 de Lamoignon a condamné les consuls à payer 4 000 francs aux pères jésuites comme acompte sur les travaux. La façade est directement inspirée de l'église de la Compagnie à Rome, le Gésù, mais aussi d'emprunt aux modèles antiques nimois.
Après 1715, les jésuites demandent une imposition annuelle de 4 000 francs pour achever la reconstruction du collège interrompue par la guerre. Cette somme a permis de reconstruire la cour des moyens. Les sommes allouées étant insuffisantes, les pères jésuites ont présenté une nouvelle demande au conseil de ville. Celui-ci a refusé de payer car le bâtiment construit n'est pas conforme au devis primitif. Le conseil de ville a alors demandé à être déchargé de la nouvelle contribution demandée.

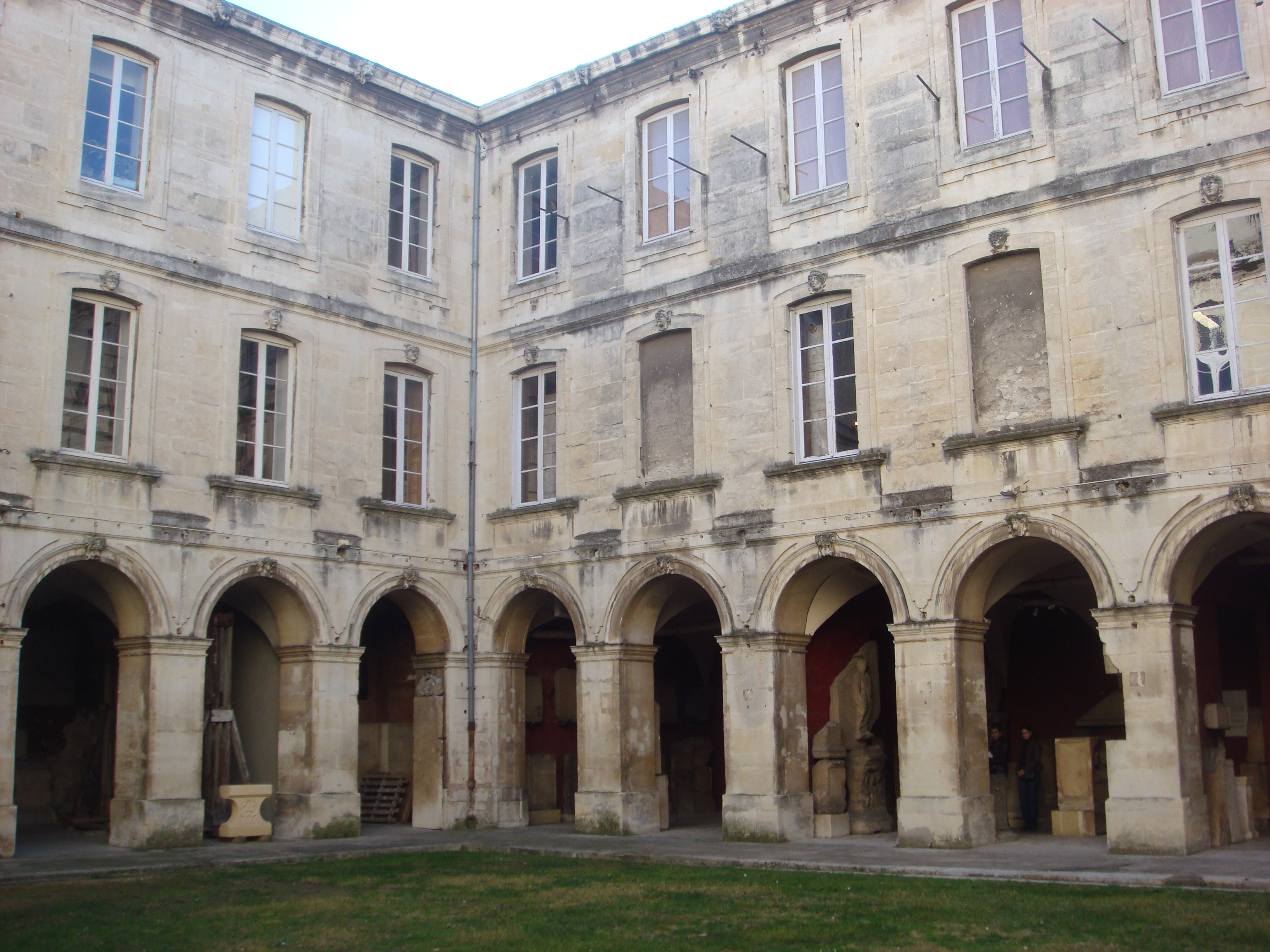
Cour d'honneur du collège des jésuites

La reconstruction du collège reprise en 1715 n'a été terminée qu'en 1753. La dépense a atteint la somme de 104 705 livres. Le quart de la somme a été fournie par le diocèse. L'église était la plus belle de la ville, avec une cour d'honneur et une grande salle destinée aux exercices scolaires, aux solennités littéraires et aux représentations dramatiques. Cette salle a servi aux séances solennelles de l'Académie de Nîmes. C'est dans cette salle que le 4 janvier 1755 s'est tenue la réunion de l'Académie dans laquelle a été lue un discours sur les devoirs des académiciens, en présence de l'évêque de Nîmes, Charles-Prudent de Becdelièvre.
Parmi les élèves du collège, il y a eu Jean-Baptiste Cotelier, François Graverol, Jean Bonfa, Charles-Joseph de la Baume, Antoine Suret, Jean-François Séguier, Aimé-Henri Paulian (1722-1801).
Le 6 avril 1762, le parlement de Paris pris un arrêt supprimant tous les collèges des jésuites. Le 7 juin 1762, le parlement de Toulouse pris le même arrêt supprimant le collège des jésuites de Nîmes. Le conseil de ville s'est préoccupé de l'avenir du collège et a nommé une commission chargée de se concerter avec l'évêque de Nîmes.

### Le collège est confié aux prêtres de la doctrine chrétienne
Les prêtres de la doctrine chrétienne sont présents à Nîmes depuis 1652 avec pour mission d'éduquer les pauvres. Le conseil de ville a d'abord espéré pouvoir confier le collège aux bénédictins qui dirigeaient des écoles de Sorèze et de Pontlevoy.
Finalement, le conseil de ville ont proposé de choisir les pères de la doctrine chrétienne. Les parlements s'opposant à ce l'héritage des jésuites passent aux autres congrégations, c'est le 22 octobre 1765 que le roi a donné des lettres patentes approuvant la cession du collège aux Doctrinaires. Les Doctrinaires ont redonné son ancienne prospérité au collège en suivant les traditions de leurs prédécesseurs.
Le 13, 14 et 15 juin 1790, la ville de Nîmes ont connu des jours de désordres connus sous le nom de Bagarre. Des bandes armées sont entrées dans le collège. Le principal du collège, le père Tessier, n'a échappé à la mort que par la fermeté de l'officier municipal. Les Doctrinaires refusant de prêter serment à la constitution civile du clergé quittèrent le collège. Un nouveau principal est nommé, Joseph Roux, venu du collège de Beaucaire.

### Après la Révolution
Le collège est fermé à l'époque de la Terreur. Le collège est rouvert cinq ans plus tard, l'an VI, sous le nom d'École centrale. L'École centrale fit place en 1808 au lycée de Nîmes.
Après la construction d'un nouveau lycée, l'ancien lycée est transformé à partir de 1894 pour accueillir le Musée lapidaire de Nîmes. Le musée est inauguré le 14 février 1896 par Gaston Boissier, secrétaire perpétuel de l'Académie Française. Ce musée n'occupe alors que neuf salles entourant l'ancienne cour d'honneur du lycée.

## Protection
La chapelle des Jésuites a été classée au titre des monuments historiques le 23 juillet 1973. Le reste des bâtiments du collège et la galerie Jules-Salles ont été inscrits au titre des monuments historiques le 14 janvier 1999.